# Ель-Баяд

Супутниковий знімок снігового покриву на південних схилах Сахарського Атласу поблизу міста Ель-Баяд, 7 січня 2018 року

Ель-Баяд (араб. الـبـيـض, фр. El Bayadh) — місто в Алжирі. Адміністративний центр однойменного вілаєту.